# Mario Tennis Aces
Mario Tennis Aces är ett sportspel som utvecklades av Camelot Software Planning och utgavs av Nintendo till Nintendo Switch. Spelet släpptes internationellt 22 juni 2018.